# Verein für Rasenspiele 1906 Kaiserslautern 1962-1963
Questa voce raccoglie le informazioni riguardanti il Verein für Rasenspiele 1906 Kaiserslautern nelle competizioni ufficiali della stagione 1962-1963.

## Stagione
Nella stagione 1962-1963 il VfR Kaiserslautern concluse il campionato di Oberliga sudovest al 13º posto.

## Rosa
| N. |                     | Ruolo | Calciatore          |
| -- | ------------------- | ----- | ------------------- |
|    | Germania (bandiera) | P     | Herbert Zill        |
|    | Germania (bandiera) | D     | Manfred Keßler      |
|    | Germania (bandiera) | D     | Günther Knerlich    |
|    | Germania (bandiera) | D     | Peter Kuntz         |
|    | Germania (bandiera) | D     | Wolfgang Pleikhardt |
|    | Germania (bandiera) | D     | Erwin Rödler        |
|    | Germania (bandiera) | D     | Dietmar Schwager    |
|    | Germania (bandiera) | C     | Franz Kühn          |

| N. |                     | Ruolo | Calciatore      |
| -- | ------------------- | ----- | --------------- |
|    | Germania (bandiera) | C     | Heinrich Reckel |
|    | Germania (bandiera) | C     | Jürgen Schmitt  |
|    | Germania (bandiera) | C     | Gerhard Stenzel |
|    | Germania (bandiera) | C     | Dieter Wuhrmann |
|    | Germania (bandiera) | A     | Karl-Heinz Horn |
|    | Germania (bandiera) | A     | Ludwig Löhfelm  |
|    | Germania (bandiera) | A     | Erdmann Lüth    |
|    | Germania (bandiera) | A     | Horst Port      |

## Organigramma societario
Area tecnica
- Allenatore:
- Allenatore in seconda:
- Preparatore dei portieri:
- Preparatori atletici:
- Analisi video:

## Calciomercato

### Sessione estiva
| Acquisti | Acquisti        | Acquisti       | Acquisti |
| R.       | Nome            | da             | Modalità |
| -------- | --------------- | -------------- | -------- |
| A        | Karl-Heinz Horn | Kaiserslautern |          |

| Cessioni | Cessioni | Cessioni | Cessioni |
| R.       | Nome     | a        | Modalità |
| -------- | -------- | -------- | -------- |

## Risultati

### Oberliga sudovest

#### Girone di andata
| Kaiserslautern 19 agosto 1962 1ª giornata | VfR K'lautern | 0 – 0 referto | Saarbrücken | Stadion Erbsenberg (3 000 spett.)\| Arbitro: \| Treiber \| |
| Arbitro:                                  | Treiber       |               |             |                                                            |

| Arbitro: | Bernhard |

|                                                         |           |                     |
| Nehren 26’, 33’ Liebeck 53’ (rig.) Fuchs 69’ Storck 79’ | Marcatori | 31’ Horn 46’ Müller |

| Arbitro: | Bien |

|  |           |             |
|  | Marcatori | 23’ Hohmann |

| Arbitro: | Kahrmann |

|                                    |           |          |
| Settelmeyer 18’ Neumann 55’ (rig.) | Marcatori | 80’ Kühn |

| Arbitro: | Klees |

|                                |           |            |
| Lüth 7’, 55’ (rig.) Müller 34’ | Marcatori | 72’ Weyand |

| Arbitro: | Bersch |

|                               |           |          |
| Vondung 45’ Rahn 70’ Link 80’ | Marcatori | 74’ Lüth |

| Arbitro: | Weber |

|  |           |                            |
|  | Marcatori | 10’ Straus 50’, 54’ Braner |

| Arbitro: | Zimmermann |

|                       |           |                               |
| Lüth 30’ Schwager 62’ | Marcatori | 43’ Trapp 81’ (aut.) Knerlich |

| Arbitro: | Olk |

|                  |           |          |
| Massion 73’, 74’ | Marcatori | 76’ Lüth |

| Arbitro: | Hahn |

|          |           |                 |
| Lüth 32’ | Marcatori | 3’ Dörrenbächer |

| Arbitro: | Ommerborn |

|        |           |                     |
| II 65’ | Marcatori | 59’ Lüth 80’ Göttel |

| Arbitro: | Maus |

|                        |           |  |
| Reckel 13’ Löhfelm 87’ | Marcatori |  |

| Arbitro: | Bersch |

|                           |           |                      |
| Schieber 10’ Altmeyer 67’ | Marcatori | 30’ Lüth 74’ Löhfelm |

| Arbitro: | Gusenburger |

|                                 |           |                 |
| Wittemaier 21’ Greiner 53’, 58’ | Marcatori | 71’ (rig.) Lüth |

| Arbitro: | Kuhn |

|                                             |           |  |
| Göttel 10’, 14’ Reckel 12’, 53’ Schmitt 57’ | Marcatori |  |

#### Girone di ritorno
| Arbitro: | Olk |

|                                           |           |                 |
| Krafczyk 10’, 82’ Schwierzke 18’ Maas 38’ | Marcatori | 64’, 89’ Göttel |

| Kaiserslautern 3 marzo 1963 17ª giornata | VfR K'lautern | 0 – 0 referto | Magonza | Stadion Erbsenberg (1 000 spett.)\| Arbitro: \| Weber \| |
| Arbitro:                                 | Weber         |               |         |                                                          |

| Arbitro: | Kahrmann |

|                                                  |           |  |
| Hohmann 2’, 19’ Kapitulski 34’, 71’ Weishaar 57’ | Marcatori |  |

| Arbitro: | Biwersi |

|               |           |  |
| Hölzemann 41’ | Marcatori |  |

| Arbitro: | Koch |

|                               |           |            |
| Löhfelm 42’ Rödler 51’ (rig.) | Marcatori | 8’ Vondung |

| Arbitro: | Fritz |

|                                                    |           |          |
| Braner 22’ (rig.) Straus 51’ Dächert 60’ Klaus 84’ | Marcatori | 48’ Horn |

| Arbitro: | Roth |

|                              |           |  |
| Heil 54’ Emler 56’ Trapp 72’ | Marcatori |  |

| Arbitro: | Bregenzer |

|             |           |          |
| Löhfelm 47’ | Marcatori | 54’ Löhr |

| Arbitro: | Böttcher |

|  |           |                      |
|  | Marcatori | 43’ Meier 44’ Pulter |

| Neunkirchen 31 marzo 1963 25ª giornata | Borussia Neunkirchen | 0 – 0 referto | VfR K'lautern | Ellenfeldstadion (1 500 spett.)\| Arbitro: \| Fritz \| |
| Arbitro:                               | Fritz                |               |               |                                                        |

| Arbitro: | Peters |

|                      |           |          |
| Löhfelm 29’ Lüth 47’ | Marcatori | 10’ Betz |

| Arbitro: | Kuhn |

|                                    |           |              |
| Münch 19’ Heiden 44’ (rig.) II 64’ | Marcatori | 84’ Wuhrmann |

| Kaiserslautern 21 aprile 1963 28ª giornata | VfR K'lautern | 0 – 0 referto | Saar 05 | Stadion Erbsenberg (1 000 spett.)\| Arbitro: \| Olk \| |
| Arbitro:                                   | Olk           |               |         |                                                        |

| Arbitro: | Bersch |

|              |           |                                     |
| Baurhenn 10’ | Marcatori | 57’ Löhfelm 66’ Wuhrmann 76’ Göttel |

| Arbitro: | Klee |

|  |           |                  |
|  | Marcatori | 45’ (aut.) Kuntz |

## Statistiche

### Statistiche di squadra
| Competizione      | Punti | In casa | In casa | In casa | In casa | In casa | In casa | In trasferta | In trasferta | In trasferta | In trasferta | In trasferta | In trasferta | Totale | Totale | Totale | Totale | Totale | Totale | DR  |
| Competizione      | Punti | G       | V       | N       | P       | Gf      | Gs      | G            | V            | N            | P            | Gf           | Gs           | G      | V      | N      | P      | Gf     | Gs     | DR  |
| ----------------- | ----- | ------- | ------- | ------- | ------- | ------- | ------- | ------------ | ------------ | ------------ | ------------ | ------------ | ------------ | ------ | ------ | ------ | ------ | ------ | ------ | --- |
| Oberliga sudovest | 22    | 15      | 5       | 6       | 4       | 18      | 14      | 15           | 2            | 2            | 11           | 17           | 39           | 30     | 7      | 8      | 15     | 35     | 53     | -18 |
| Totale            | 22    | 15      | 5       | 6       | 4       | 18      | 14      | 15           | 2            | 2            | 11           | 17           | 39           | 30     | 7      | 8      | 15     | 35     | 53     | -18 |

### Andamento in campionato
| Giornata  | 1 | 2  | 3  | 4  | 5  | 6  | 7  | 8  | 9  | 10 | 11 | 12 | 13 | 14 | 15 | 16 | 17 | 18 | 19 | 20 | 21 | 22 | 23 | 24 | 25 | 26 | 27 | 28 | 29 | 30 |
| --------- | - | -- | -- | -- | -- | -- | -- | -- | -- | -- | -- | -- | -- | -- | -- | -- | -- | -- | -- | -- | -- | -- | -- | -- | -- | -- | -- | -- | -- | -- |
| Luogo     | C | T  | C  | T  | C  | T  | C  | C  | T  | C  | T  | C  | T  | T  | C  | T  | C  | T  | T  | C  | T  | T  | C  | C  | T  | C  | T  | C  | T  | C  |
| Risultato | N | P  | P  | P  | V  | P  | P  | N  | P  | N  | V  | V  | N  | P  | V  | P  | N  | P  | P  | V  | P  | P  | N  | P  | N  | V  | P  | N  | V  | P  |
| Posizione | 8 | 13 | 14 | 15 | 11 | 14 | 15 | 14 | 14 | 13 | 13 | 11 | 11 | 12 | 10 | 10 | 11 | 13 | 14 | 12 | 13 | 14 | 14 | 14 | 13 | 13 | 14 | 13 | 13 | 13 |

Legenda:

Luogo: C = Casa; T = Trasferta. Risultato: V = Vittoria; N = Pareggio; P = Sconfitta.

### Statistiche dei giocatori
| G. Bender     | 1  | 0  | 0 | 0 |
| M. Göttel     | 16 | 6  | 0 | 0 |
| K. Horn       | 25 | 2  | 0 | 0 |
| M. Keßler     | 10 | 0  | 0 | 0 |
| G. Knerlich   | 15 | 0  | 0 | 0 |
| P. Kuntz      | 28 | 0  | 0 | 0 |
| F. Kühn       | 14 | 1  | 0 | 0 |
| L. Löhfelm    | 27 | 6  | 0 | 0 |
| E. Lüth       | 22 | 10 | 0 | 0 |
| H. Müller     | 10 | 2  | 0 | 0 |
| W. Pleikhardt | 27 | 0  | 0 | 0 |
| H. Port       | 2  | 0  | 0 | 0 |
| H. Reckel     | 20 | 3  | 0 | 0 |
| E. Rödler     | 26 | 1  | 0 | 0 |
| J. Schmitt    | 15 | 1  | 0 | 0 |
| D. Schwager   | 26 | 1  | 0 | 0 |
| G. Stenzel    | 1  | 0  | 0 | 0 |
| D. Wuhrmann   | 15 | 2  | 0 | 0 |
| H. Zill       | 30 | 0  | 0 | 0 |